# Регламент про докази
Регла́мент про до́кази — нормативно-правовий акт Європейського Союзу у сфері судової співпраці. Він дозволяє передавати докази з однієї держави-члена в іншу без звернення до консульських і дипломатичних каналів. Регламент поширюється на всі держави-члени Європейського Союзу, за винятком Данії. Данці відхилили участь у регламентів на референдумі 2015 року.
Отримання доказів у цивільних справах до прийняття цього регламенту здійснювалося або відповідно до Гаазької конвенції про докази, або за допомогою листа-прохання (також називається лист-запит), офіційного запиту від суду в одній країні надати докази іншій країні за місцем проживання свідка. Цей офіційний документ зазвичай вимагав передачі від суду походження до Міністерства закордонних справ (МЗС) держави походження, яке потім пересилало його, можливо, через різні посольства, до МЗС держави призначення. Іноземне МЗС потім передавали документи до судових органів у цій державі, які потім займуться отриманням необхідних доказів. Далі докази повертатимуться тими ж довгими звивистими каналами.
Цей регламент передбачає дещо спрощений шлях, дозволяючи прямий контакт між судами в державах-членах. Необхідно використовувати стандартизовану форму запиту, яка міститься в додатку до регламенту. Це полегшує процес, оскільки вона широко визнається відповідними органами влади. Регламент також містить різні статті для сприяння використанню комунікаційних технологій, таких як телефонні конференції та відеоконференції.